# Marquerie

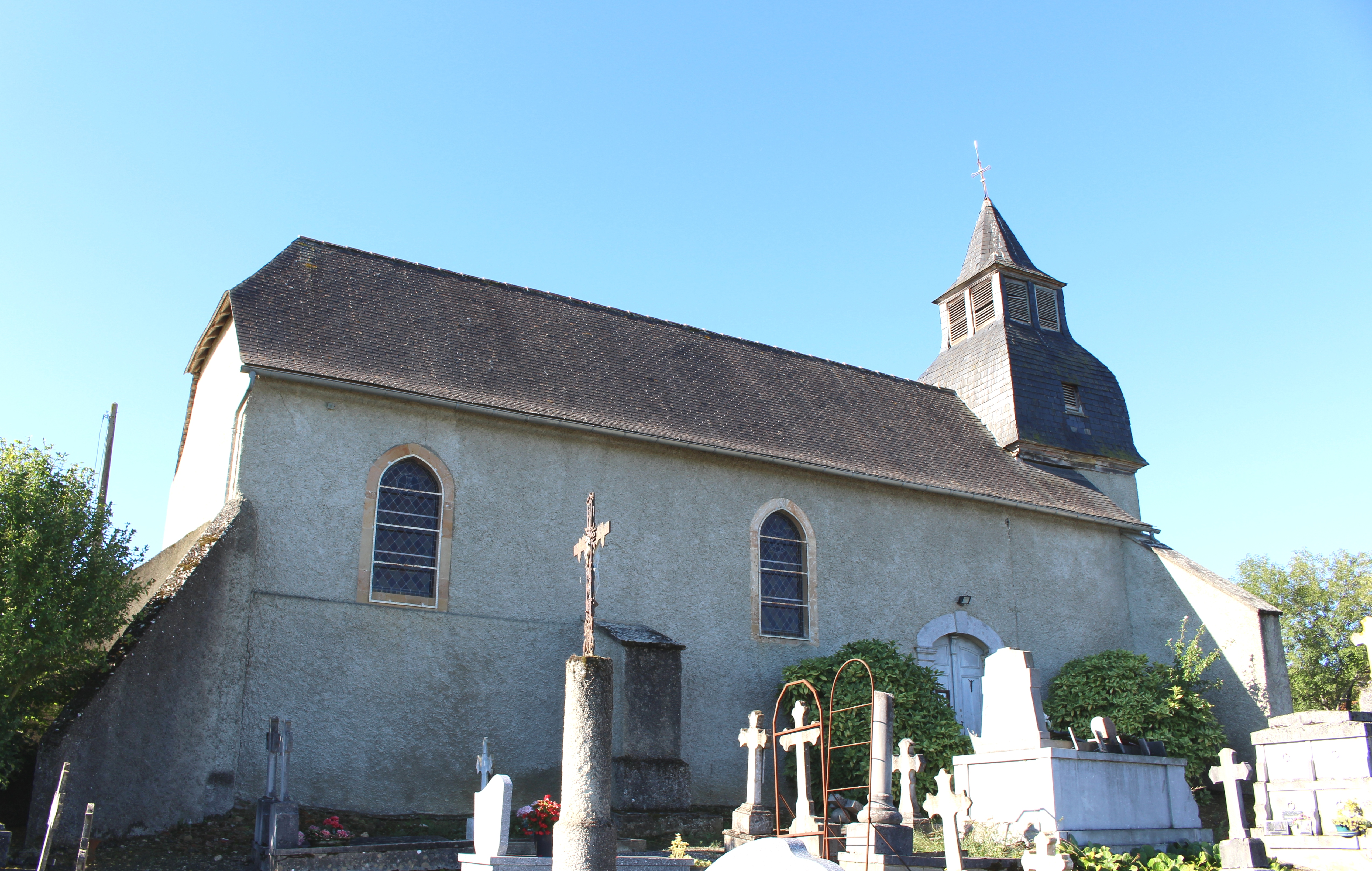
Marquerie – Église Saint-Pierre

Marquerie (okzitanisch Marqueria) ist ein südfranzösischer Ort und eine Gemeinde mit nur noch 86 Einwohnern (Stand 1. Januar 2022) im Zentrum des Départements Hautes-Pyrénées in der Region Okzitanien.

## Lage und Klima
Die Gemeinde Marquerie liegt im Pyrenäenvorland in einer Höhe von ungefähr 300 m. Die nächstgelegene Stadt Tarbes befindet sich  knapp 14 km südwestlich. Das Klima ist gemäßigt bis warm; Regen (ca. 810 mm/Jahr) fällt hauptsächlich im Winterhalbjahr.

## Bevölkerungsentwicklung
| Jahr                     | 1800 | 1851 | 1901 | 1954 | 1999 | 2016 |
| ------------------------ | ---- | ---- | ---- | ---- | ---- | ---- |
| Einwohner                | 153  | 162  | 109  | 62   | 74   | 78   |
| Quelle:Cassini und INSEE |      |      |      |      |      |      |

Wegen der durch die Reblauskrise im Weinbau und die zunehmende Mechanisierung der Landwirtschaft ausgelösten Landflucht ging die Einwohnerzahl der Gemeinde seit Beginn des 20. Jahrhunderts kontinuierlich zurück. Der leichte Bevölkerungsanstieg seit den 1990er Jahren hängt mit der relativen Nähe zu Großraum Tarbes zusammen.

## Wirtschaft
Die Gemeinde ist nahezu ausschließlich landwirtschaftlich orientiert.

## Geschichte
Der Ortsname Marcharie wird um das Jahr 1140 erstmals erwähnt. Seit dem Mittelalter und bis zum Beginn der Französischen Revolution gehörte die Gemeinde zur historischen Provinz Bigorre.

## Sehenswürdigkeiten
Die vom örtlichen Friedhof umgebene und im ausgehenden 18. Jahrhundert an der Stelle eines mittelalterlichen Vorgängerbaus erbaute Église Saint-Pierre ist dem Apostel Petrus geweiht. Der Glockenturm (clocher) schließt mit einer – im Pyrenäenraum eher seltenen – Haube nach oben ab; darauf aufgesetzt ist ein Kubus mit Schallöffnungen und einem Pyramidendach.